# Patrice Abanda
Jouan Patrice Abanda Etong (* 3. August 1978 in Yaoundé) ist ein ehemaliger kamerunischer Fußballspieler auf der Position eines Abwehrspielers. Sein letzter Verein war in der Saison 2006/07 der albanische Erstligist KS Besa Kavaja.

## Karriere

### Spielerkarriere
Abanda begann seine Karriere als aktiver Fußballspieler in seinem Heimatland bei Tonnerre Yaoundé, für die er in seiner Zeit von 1995 bis 1998 in 74 Spielen auflief und dabei drei Treffer erzielte. Danach kam sein Abgang nach Griechenland zu Apollon Kalamarias in die zweithöchste griechische Spielklasse, der Beta Ethniki, wo er in der Saison 1998/99 sowie in der Saison 1999/2000 in insgesamt 23 Spielen zum Einsatz kam. Ab dem Jahr 2000 war sein Verein der tschechische Traditionsklub Sparta Prag, für den er von 2000 bis 2001 in der Gambrinus Liga spielte (10 Einsätze), von 2001 bis 2003 bei der Amateurmannschaft des Fußballklubs (45 Einsätze, 2 Tore) und von 2003 bis 2004 wieder in der höchsten tschechischen Spielklasse (1 Einsatz). Im Jahre 2004 wechselte er für zwölf Spiele zum 1. FK Drnovice, den er nur ein Jahr später im Jahre 2005 wieder verließ, um nach Teplice zum dortigen Fußballklub zu transferieren. Bei Skláři kam Abanda in der Zeit von 2005 bis 2006 zu zehn Einsätzen, woraufhin er abermals den Verein wechselte. Diesmal ging es nach Albanien zu KS Besa Kavaja in die höchste albanische Spielklasse, die Kategoria Superiore. Bis zu seinem Karriereende nach der Saison 2006/07 absolvierte er 29 Spiele für die Albaner.

### International
Im Jahre 1998 wurde er vom damaligen kamerunischen Nationaltrainer Claude Le Roy in den Kader für die Fußball-Weltmeisterschaft 1998 in Frankreich nominiert. Der damals 19-Jährige Abanda kam jedoch während der WM nicht zum Einsatz; Kamerun schied schon in der Vorrunde aus. Bei den Olympischen Sommerspielen 2000 in Sydney wurde er mit der Olympiamannschaft Kameruns Fußball-Olympiasieger. Insgesamt kam Abanda auf zehn Turniereinsätze für Kamerun; sechs Spiele absolvierte er während der Olympischen Spiele im Jahre 2000 und weitere vier bei den Qualifikationen zur Fußball-Weltmeisterschaft 2002 sowie zur Fußball-Weltmeisterschaft 2006.